# Біллі Буше
Біллі Буше (англ. Billy Boucher, 10 листопада 1899, Оттава — 10 листопада 1958, Оттава) — канадський хокеїст, що грав на позиції крайнього нападника.

## Сім'я
Мав шістьох братів та двох сестер, три брати також грали в НХЛ — Френк, Роберт та Джордж. Він також дядько головного тренера олімпійських чемпіонів 1948 Френка Буше.

## Ігрова кар'єра
Професійну хокейну кар'єру розпочав 1921 року.
Протягом професійної клубної ігрової кар'єри, що тривала 13 років, захищав кольори команд «Гамільтон Тайгерс», «Монреаль Канадієнс», «Бостон Брюїнс» та «Нью-Йорк Амеріканс».

## Нагороди та досягнення
- Володар Кубка Стенлі в складі «Монреаль Канадієнс» — 1924.

## Статистика НХЛ
| Сезон        | Клуб                 | Ліга         | Регулярний сезон | Регулярний сезон | Регулярний сезон | Регулярний сезон | Регулярний сезон | Плей-оф | Плей-оф | Плей-оф | Плей-оф | Плей-оф |
| Сезон        | Клуб                 | Ліга         | І                | Г                | П                | О                | ШХ               | І       | Г       | П       | О       | ШХ      |
| ------------ | -------------------- | ------------ | ---------------- | ---------------- | ---------------- | ---------------- | ---------------- | ------- | ------- | ------- | ------- | ------- |
| 1921—1922    | «Монреаль Канадієнс» | НХЛ          | 24               | 17               | 5                | 22               | 18               |         |         |         |         |         |
| 1922—1923    | «Монреаль Канадієнс» | НХЛ          | 24               | 24               | 7                | 31               | 55               | 2       | 1       | 0       | 1       | 2       |
| 1923—1924    | «Монреаль Канадієнс» | НХЛ          | 23               | 16               | 6                | 22               | 48               | 2       | 1       | 0       | 1       | 9       |
| 1923—1924    | «Монреаль Канадієнс» | Кубок Стенлі |                  |                  |                  |                  |                  | 4       | 5       | 1       | 6       | 6       |
| 1924—1925    | «Монреаль Канадієнс» | НХЛ          | 30               | 17               | 13               | 30               | 92               | 2       | 1       | 0       | 1       | 4       |
| 1924—1925    | «Монреаль Канадієнс» | Кубок Стенлі |                  |                  |                  |                  |                  | 4       | 1       | 1       | 2       | 13      |
| 1925—1926    | «Монреаль Канадієнс» | НХЛ          | 34               | 8                | 5                | 13               | 112              |         |         |         |         |         |
| 1926—1927    | «Монреаль Канадієнс» | НХЛ          | 21               | 4                | 0                | 4                | 14               |         |         |         |         |         |
| 1926—1927    | «Бостон Брюїнс»      | НХЛ          | 14               | 2                | 0                | 2                | 12               | 8       | 0       | 0       | 0       | 2       |
| 1927—1928    | «Нью-Йорк Амеріканс» | НХЛ          | 43               | 5                | 2                | 7                | 58               |         |         |         |         |         |
| Усього в НХЛ | Усього в НХЛ         | Усього в НХЛ | 213              | 93               | 38               | 131              | 409              | 14      | 3       | 0       | 3       | 17      |